# Das Tagebuch der Anne Frank (1987)
Das Tagebuch der Anne Frank (Originaltitel The Diary of Anne Frank) ist ein britisches Filmdrama von Gareth Davies aus dem Jahr 1987.
Der Film erzählt die Geschichte aus dem Tagebuch der Anne Frank nach, in dem die 14-jährige Jüdin Anne Frank, verkörpert von Katharine Schlesinger, beschreibt, wie sie sich mit ihrer Familie und Freunden vor den Nazis in einem Amsterdamer Hinterhaus versteckt. Zwei Jahre später – die Alliierten sind bereits in der Normandie gelandet – wird das Versteck entdeckt und die Untergetauchten sowie einige ihrer Helfer werden verhaftet.

## Handlung
Otto Frank, ein jüdischer Gewürzhändler, ist mit seiner Frau Edith und seinen Töchtern Margot und Anne von Frankfurt nach Amsterdam übergesiedelt. Die Machtübernahme Hitlers in Deutschland bewog die Familie zu diesem Schritt. Als sich die Lage in Holland 1940 dramatisch zuspitzt, nachdem das Land von den Deutschen besetzt worden ist, sieht Otto Frank für sich und seine Familie nur den Ausweg, unterzutauchen. Zudem hat seine Tochter Margot einen Aufruf von der SS für ein Arbeitslager erhalten. Als Versteck dient der Familie ab dem 6. Juli 1942 ihr Geschäftshaus in der Prinsengracht 263, da solche Gebäude seltener durchsucht werden als Wohnhäuser. Im Dachstuhl wird, versteckt hinter einem Eingang, der von einem Bücherregal verdeckt wird, eine spärliche Unterkunft hergerichtet. Dort finden auch Hermann und Auguste Van Daan und ihr Sohn Peter Unterschlupf. Später kommt noch der Zahnarzt Albert Dussel hinzu. Otto Franks ehemalige Angestellte unterstützen die Untergetauchten so gut es ihnen möglich ist.
Anne Frank vertraut ihrem Tagebuch, das sie von ihren Eltern zu ihrem 13. Geburtstag noch in der Freiheit bekommen hatte, ihre geheimsten Gedanken und Gefühle an und dokumentiert die zwei Jahre im Versteck, die mehr als nur schwierig sind. Da sich tagsüber in dem Geschäftshaus die Mitarbeiter aufhalten, müssen die versteckten Familien sich völlig ruhig verhalten und dürfen keinerlei Geräusche verursachen. Erst wenn unten Feierabend ist, darf es oben etwas kommunikativer zugehen. Anne Frank, ein quirliges Mädchen, das sich gern bewegt und im Freien aufgehalten hat, leidet besonders unter dem gewaltsamen Abgesperrtsein von der Außenwelt. Den Wechsel der Jahreszeiten beobachtet Anne sehnsuchtsvoll durch ein Dachlukenfenster. Ihr Tagebuch, das sie „Kitty“ getauft hat, wird so eine Ersatzfreundin für sie und engste Vertraute. Auch über ihre erste scheue Liebe zu Peter Van Daan berichtet sie „Kitty“. Annes Vertrauensperson ist in erster Linie ihr Vater. Der Kontakt zur Außenwelt wird über die ehemaligen Angestellten von Otto Frank Miep und Elly sowie ein Radio mit BBC-Empfang gehalten.
Kurz bevor das Versteck am 4. August 1944 durch die Denunziation eines Polizisten, der einem Einbruch nachgegangen war, entdeckt wird, schreibt sie: „Das Netz zieht sich mehr und mehr um uns zusammen.“ Die Gestapo verhaftet die Franks, die Van Daans und Albert Dussel sowie einige ihrer Helfer.
Im Abspann wird über das weitere Schicksal der abtransportierten Menschen berichtet, indem das Bild jeder einzelnen Person kurz eingefroren und mit einem Stempel versehen wird, der entsprechende Informationen skizziert.
Was dann geschah:
Die reale Anne Frank wurde mit ihrer Familie, den van Pels’, Pfeffer, Kleiman und Kugler ins Durchgangslager Westerbork verschleppt. Von dort aus wurden sie ins KZ Auschwitz deportiert. Annes Mutter Edith starb im Januar 1945 im KZ Auschwitz-Birkenau an Kummer und Entkräftung. Ihr Vater wurde befreit. Margot und Anne starben im März 1945 im KZ Bergen-Belsen. Hermann van Pels wurde im Oktober 1944 im Stammlager Auschwitz in die Gaskammer geschickt, seine Frau Auguste verstarb im April 1945 während eines Transports ins KZ Theresienstadt. Fritz Pfeffer verstarb im Dezember 1944 im KZ Neuengamme bei Hamburg an der Ruhr. Kleiman und Kugler überlebten.

## Produktion

### Produktionsnotizen, Dreharbeiten
Der von der BBC verfilmte Stoff erstreckte sich über vier Teile zu je 30 Minuten. Später erstand daraus ein Einzelfilm, der dann auch auf DVD veröffentlicht wurde.
Die wenigen Außenaufnahmen, die Amsterdam darstellen sollen, wurden im Stadtteil Welsh Back von Bristol gedreht.

### Vorlage
Die Vorlage zum Drehbuch, Annes Tagebuch, aus dem im Film mehr als einmal rezitiert wird, wurde bis auf einige Ausnahmen gemäß den Eintragungen umgesetzt, sodass alle Hauptakteure, mit Ausnahme der Familie Frank, mit den von Anne erdachten Synonymen angesprochen werden. Herr Van Pels beispielsweise wird so zu Herrn Van Daan, der Zahnarzt Fritz Pfeffer zu Albert Dussel.
Dass einer der im Film dargestellten Polizisten, die im Hinterhaus Versteckten verraten hat, ist fiktiv. Wer wirklich die Schuld daran trägt, dass die acht Menschen doch noch ins Visier der Gestapo gerieten, ist bis heute nicht endgültig aufgeklärt.

### Synchronisation
Die Synchronkartei weist 13 Sprechrollen für den Film aus, ergänzt durch zwei Namen aus der Sprecherdatei.
- Anne Frank, gesprochen von Caroline Ruprecht
- Otto Frank, gesprochen von Wolfgang Völz
- Edith Frank, gesprochen von Bettina Schön
- Margot Frank, gesprochen von Maud Ackermann
- Hermann Van Daan, gesprochen von Hans-Werner Bussinger
- Auguste Van Daan, gesprochen von Renate Danz
- Peter Van Daan, gesprochen von Frank Schaff-Langhans
- Albert Dussel, gesprochen von Hasso Zorn
- Miep Gies, gesprochen von Silke Matthias
- Karl Josef Silberbauer, gesprochen von Christian Rode
- Dr. Fritz Pfeffer, gesprochen von Friedrich Georg Beckhaus
- Viktor Kugler, gesprochen von Axel Luther
- Johannes Kleimann, gesprochen von Jochen Schröder
- Elisabeth „Bep“ Voskujil, gesprochen von Sabine Jaeger
- Sanne Ledermann, gesprochen von Bianca Krahl

## Veröffentlichung
Im Vereinigten Königreich hatte der Film am 4. Januar 1987 Premiere, in Belgien am 4. Mai 1987 und in Japan am 15. August 1987. Veröffentlicht wurde er zudem in Ungarn und in Venezuela sowie in der Bundesrepublik Deutschland.
Der Film wurde vom Studio Hamburg Enterprises (Al!VE) am 26. April 2013 innerhalb der Reihe „Große Geschichten“ als Nummer 80 veröffentlicht.

## Rezeption

### Kritik
Auf der Seite Mediendienste wird ausgeführt, „der lakonische Stil der Tagebuch-Notizen“ erfahre „eine sachliche, fast spröde Film-Dramatisierung“. Die Leistung der Darstellerinnen und Darsteller wurde mit „überzeugend“ gelobt, „der Ernst der Inszenierung“ lade „zu einer Auseinandersetzung mit der authentischen Vorlage ein, die zu den bewegendsten Dokumenten aus dieser Zeit“ gehöre.
In den FWU-Beiheften heißt es: „Was den Film neben seinen hervorragenden Darstellern und der sachlichen Erzählweise auszeichnet, ist sein hohes Maß an Authentizität. Bilder, Locations und Ausstattung sind überaus sensibel und detailgetreu gewählt und inszeniert.“ „Tendenziell“ vermittle der Film, das, was geschieht, aus der „Perspektive“ der bei Einzug 13-jährigen und am Ende 15-jährigen Anne Frank.

### Auszeichnung
CableACE Awards 1988
- Nominierung für den Produzenten Terrance Dicks in der Kategorie „Beste Kabelfernsehproduktion“